# Milan Milutinović
Milan Milutinović, srbsky: Милан Милутиновић (19. prosince 1942 Bělehrad – 2. července 2023) byl srbský politik, člen Socialistické strany Srbska.
V letech 1997–2002 byl prezidentem Srbska, v období 1995–1998 ministrem zahraničních věcí Svazové republiky Jugoslávie. Po skončení svého prezidentského úřadu v roce 2002 byl postaven před Mezinárodní trestní tribunál pro bývalou Jugoslávii, kde čelil obžalobě z válečných zločinů. V roce 2009 byl shledán nevinný ve všech bodech obžaloby. Před vstupem do politiky, ještě v socialistické éře, byl ředitelem Národní knihovny v Bělehradě (1983–1988).